# Klappergrasmücke

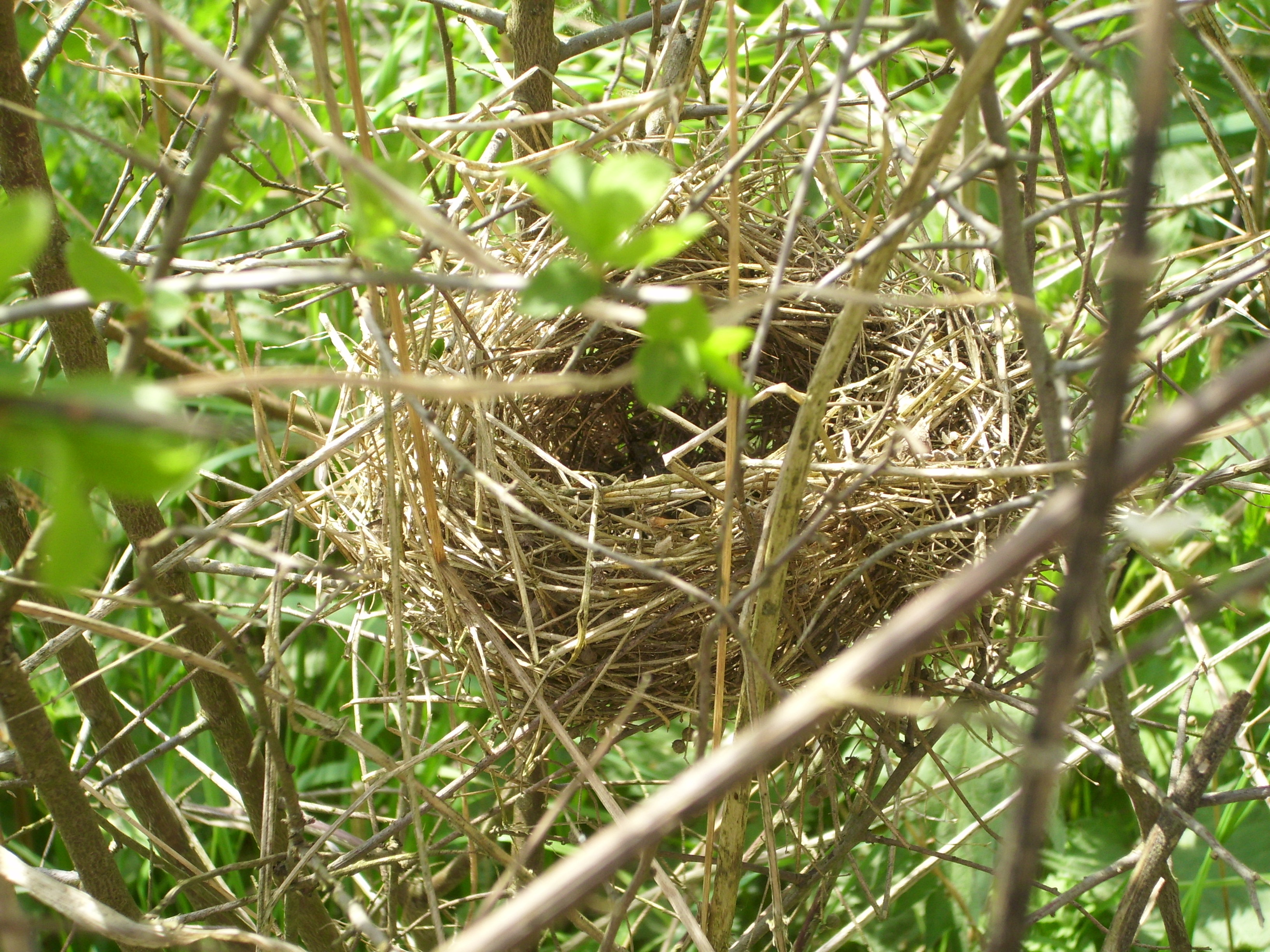
Nest der Klappergrasmücke

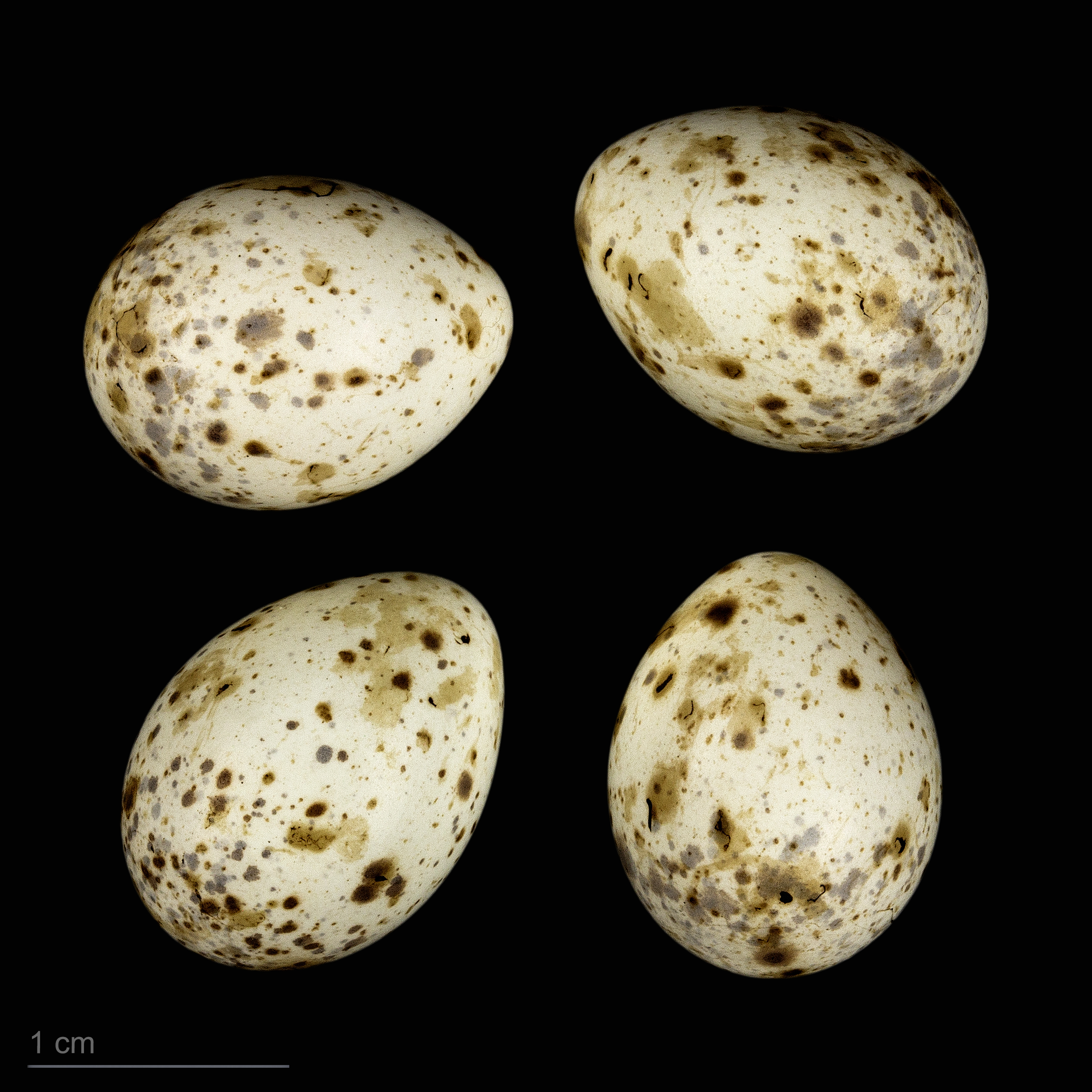
Ansicht der Eier in der Sammlung vom Museum von Toulouse

Die Klappergrasmücke (Curruca curruca; Syn. Sylvia curruca), auch Zaungrasmücke genannt, ist ein Singvogel aus der Familie der Grasmückenartigen (Sylviidae). Sie ist in ganz Europa verbreitet und die kleinste einheimische Grasmücke.

## Beschreibung
Die Klappergrasmücke ist 11,5 bis 13,5 Zentimeter lang und wiegt 12 bis 16 Gramm. Die Oberseite ist graubraun, der Scheitel und der verhältnismäßig kurze Schwanz sind grauer, die Unterseite ist weiß gefärbt. Die Flanken sind leicht hellbraun angehaucht. Die Kehle ist weißlich, der Kopf ist grau und die Beine dunkel. Die Iris ist dunkel, das untere Augenlid ist hell. Sicherstes Bestimmungsmerkmal sind die grauen, abgegrenzten Ohrdecken. Männchen und Weibchen haben die gleiche Färbung. Eine Klappergrasmücke kann bis zu elf Jahre alt werden.

### Unterarten
Der gesamte Komplex der Unterarten und verwandter Arten durchläuft zurzeit (2019) eine größere Revision. Die IOU erkennt momentan nur drei Unterarten an:
- C. c. curruca (Linnaeus, 1758) – Nominatform, Europa bis West-Sibirien, Kleinasien und Iran.
- C. c. blythi Ticehurst & Whistler, 1933 – Nord-Zentralsibirien und Kasachstan bis Mongolei und Nordostchina.
- C. c. halimodendri Suschkin, 1904 –  Südrussland und Kasachstan bis  Nordwest-Mongolei.

Die folgenden Unterarten werden teilweise als eigene Arten geführt:
- Buschgrasmücke (C. [c.] minula Hume, 1873)  – Kasachstan bis Westchina; ist kleiner, brauner und heller.
- C. c./m. margelanica Stolzmann, 1898 – Nordchina; Unterart der Buschgrasmücke.
- Eibischgrasmücke (C. [c.] althaea Hume, 1878) – Iran, Turkmenistan bis Nord-Pakistan; ist größer und dunkler.

## Stimme
Der Ruf ist ein trocken schnalzendes „tett“. Auf dem Zug ist auch ein zeterndes „tsche-tsche-tsche...“ zu hören, das sich etwas nach Blaumeise anhört. In Europa ist der Gesang ein laut klapperndes „telltelltell...“, vor dem ein leises, eiliges Schwätzen zu hören ist. Dieses „Gesangsvorspiel“ ist im Osten Mitteleuropas, in der Türkei, dem Kaukasus und in Sibirien vorherrschend.

## Lebensraum und Verbreitung
Die Klappergrasmücke lebt in Gärten, Parks, Gebirgen und offenen Waldgebieten.
Sie ist in fast ganz Europa verbreitet, mit Ausnahme von Spanien, Westfrankreich, Irland, Nordskandinavien, dem nördlichen Schottland und dem Großteil Italiens.

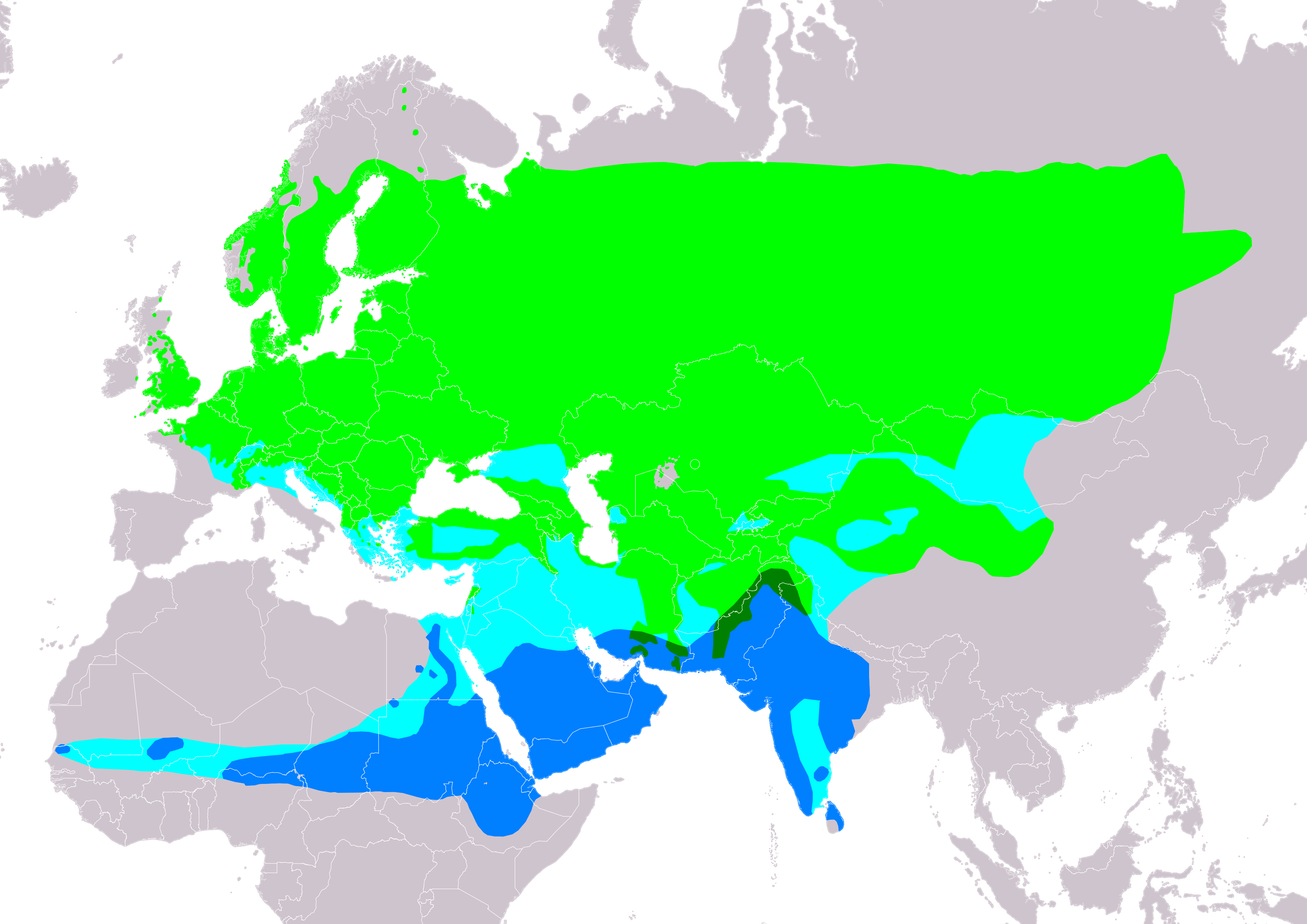
Verbreitung der Klappergrasmücke:
Brutgebiete
Ganzjähriges Vorkommen
Migration
Überwinterungsgebiete
Zusammengestellt von BirdLife International and Handbook of the Birds of the World (2019) 2018.

## Zug
Als Langstreckenzieher hält sie sich von April bis Oktober in ihren Brutgebieten auf. Das Winterquartier liegt im Norden von Ostafrika.

## Ernährung
Klappergrasmücken ernähren sich im Brutgebiet von kleinen Insekten und deren Larven. Im Winterquartier auch von Beeren und fleischigen Früchten. Auf dem Frühjahrszug auch von Pollen und Nektar.

## Fortpflanzung
Die Klappergrasmücke ist ab dem Alter von einem Jahr geschlechtsreif.
Das aus Gräsern, Wurzeln, Haaren und Halmen erbaute napfförmige Nest ist meistens kurz über dem Boden in dichtem Gestrüpp oder Nadelbäumen versteckt. Die 3 bis 5 Eier werden in der Hauptbrutzeit Mai bis Juli 11 bis 13 Tage abwechselnd von beiden Partnern bebrütet. Die Jungvögel schlüpfen nackt und bleiben 11 bis 14 Tage im Nest.